# Acridocarpus ugandensis
Acridocarpus ugandensis är en tvåhjärtbladig växtart som beskrevs av Thomas Archibald Sprague. Acridocarpus ugandensis ingår i släktet Acridocarpus och familjen Malpighiaceae. Inga underarter finns listade i Catalogue of Life.